# Exyston illinois
Exyston illinois là một loài tò vò trong họ Ichneumonidae.